# Amorphoscelis nigriventer
Amorphoscelis nigriventer är en bönsyrseart som beskrevs av Max Beier 1930. Amorphoscelis nigriventer ingår i släktet Amorphoscelis och familjen Amorphoscelidae. Inga underarter finns listade i Catalogue of Life.